# Телеш, Максим Евгеньевич
Макси́м Евге́ньевич Те́леш (бел. Максім Яўгенавіч Целеш; род. 25 июня 2005 года, Минск, Беларусь) — белорусский футболист, полузащитник клуба БАТЭ.

## Карьера
Воспитанник академии клуба «Минск», в 2022 году присоединился к резервной команде БАТЭ. Перед сезоном 2024 БАТЭ-2 присоединился к Первой лиге. Телеш в профессиональном футболе дебютировал 7 апреля в домашнем матче против «Барановичей». Первыми результативными действиями отметился 7 июля в игре с «Торпедо-БелАЗ-2», отдав две голевых передачи. В сезоне 2025 начал привлекаться к играм за основную команду клуба. Дебютировал 19 апреля в гостевом матче против минского «Динамо», заменив на 80-й минуте Александра Свирепу. Впервые в стартовом составе вышел 31 мая на игру с «Торпедо-БелАЗ». Первый гол забил 13 июля в кубковой встрече с «Энергетик-БГУ», забив единственный мяч в матче.